# Брусно (район Банска Бистрица)

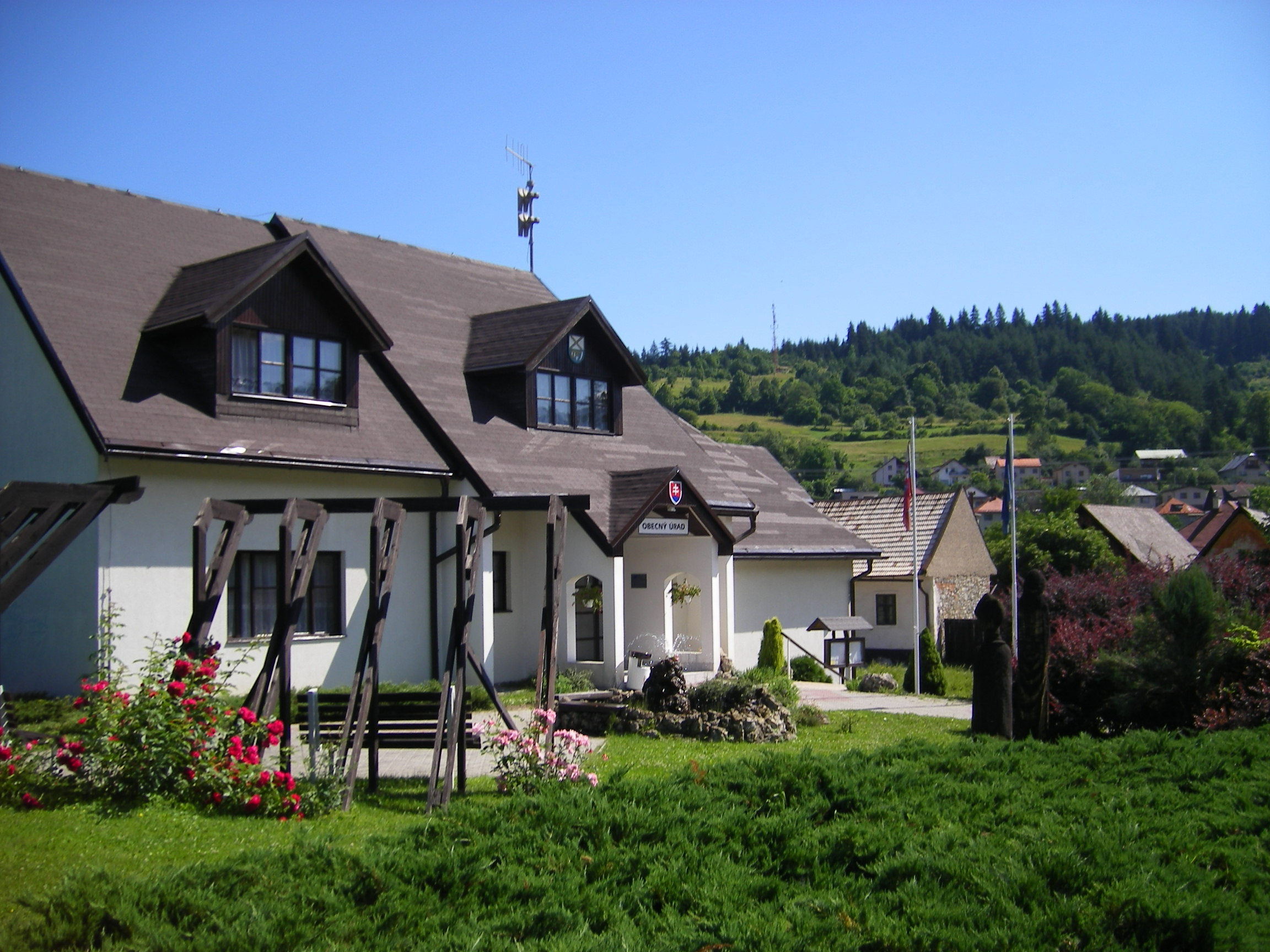

Брусно (словац. Brusno) — деревня в северной части района Банска-Бистрица Банскобистрицкого края Словакии.
Расположена в центральной Словакии, в районе горного массива Низкие Татры в живописной долине, со всех сторон окруженной горами в 20 км к северо-востоку от Банска-Бистрица и в 236 км от столицы Братиславы.
Недалеко находится одна из самых высоких вершин Низких Татр — Большая Хохуля (1753 метра над уровнем моря).
Брусно — термальный курорт.
Население — 2 140 жителей (31.12.2011).

## История
Первое письменное упоминание относится к 1424 году.

## Население
| Год:                | 1994 | 2004    | 2014    | 2024    |
| ------------------- | ---- | ------- | ------- | ------- |
| Количество человек: | 2081 | 2114    | 2145    | 2122    |
| Разница:            |      | +1,58 % | +1,46 % | −1,07 % |